# Clubiona mujibari
Clubiona mujibari là một loài nhện trong họ Clubionidae.
Loài này thuộc chi Clubiona. Clubiona mujibari được Biswamoy Biswas & Dinendra Raychaudhuri miêu tả năm 1996.